# Agrionoptera quatuornotata
Agrionoptera quatuornotata är en trollsländeart som beskrevs av Brauer 1867. Agrionoptera quatuornotata ingår i släktet Agrionoptera och familjen segeltrollsländor. Inga underarter finns listade i Catalogue of Life.